# Gofrera

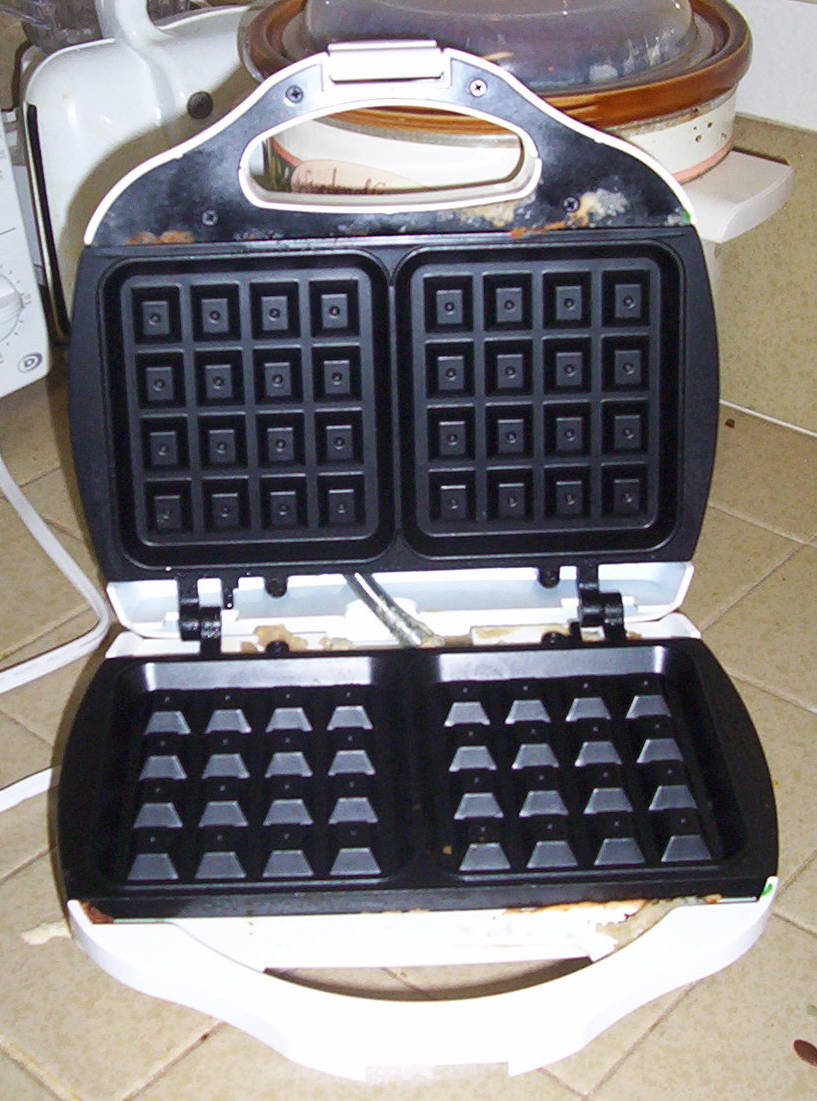
Gofrera con calentador eléctrico.

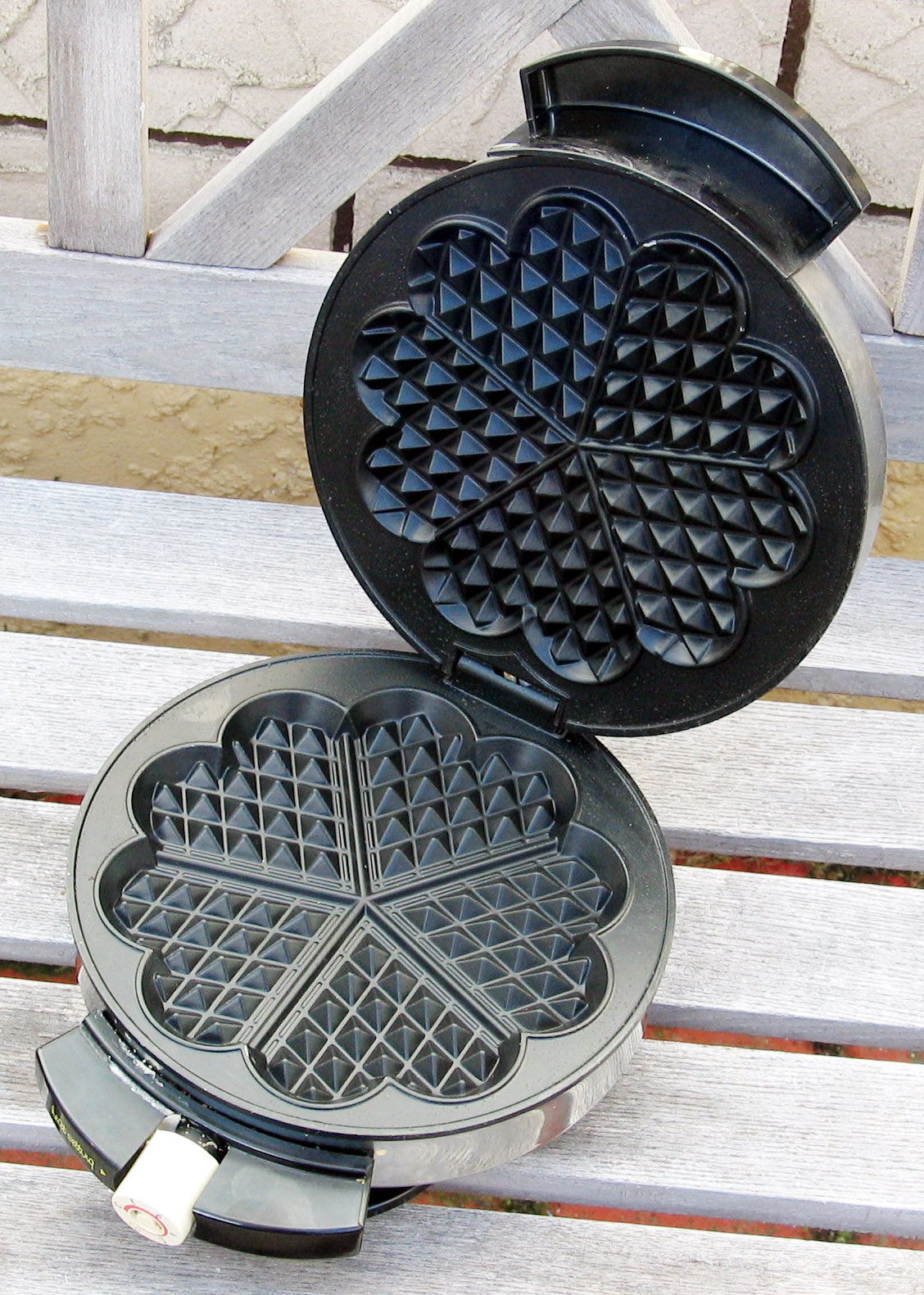
Una gofrera con forma de flor de corazónes.

Una gofrera o una waflera es una máquina especialmente creada para cocinar gofres (también llamados wafles o waffles). Es de metal que se calienta y con una base en forma de rejilla permite darles a las masas su forma tradicional. Para cocinar el gofre, se colocara la masa de este, entre las dos placas, que la cocerán y le darán su habitual forma.

## Variedades
Las planchas para gofres tradicionales son dos placas con una bisagra,  las placas poseen mangos de madera y se sostienen sobre una llama abierta o se colocan en una cocina. La mayoría de los modelos modernos son aparatos eléctricos de mesa autónomos, calentados por un elemento calefactor eléctrico controlado por un termostato interno. Algunas planchas eléctricas vienen con placas removibles. Las gofreras profesionales suelen estar hechas de hierro fundido sin recubrimiento, mientras que los modelos domésticos, en particular los de aluminio fundido, suelen estar recubiertos de teflón. Muchos tienen una luz que se apaga cuando la plancha alcanza la temperatura establecida.
Las versiones modernas ofrecen múltiples opciones. Algunos hacen un gofre muy fino, capaz de hacer conos de gofre o Pizzelle. Si bien no existe un estándar establecido para las formas o espesores de gofres, los modelos que producen las formas y espesores más comunes a menudo se etiquetan como "tradicionales" o "clásicos". Los modelos que hacen gofres con bolsillos más gruesos y/o más grandes a menudo se etiquetan como "belgas". En los EE. UU. el determinante más utilizado para determinar si un gofre es un "gofre belga" o no es el grosor y/o el tamaño de bolsillo, aunque las recetas de gofres belgas y gofres estadounidenses difieren.

## Materiales
- Generalmente se fabrican de acero inoxidable, el cual transfiere el calor rápidamente.